# 1935–1936-os magyar férfi kosárlabda-bajnokság
Az 1935–1936-os magyar férfi kosárlabda-bajnokság a negyedik magyar kosárlabda-bajnokság volt. Nyolc csapat indult el, a csapatok két kört játszottak. Azonos pontszám esetén holtverseny volt.
A BSzKRt SE csapata egy év után ismét indult. A címvédő TFSC az első körben mindössze 2 győzelmet szerzett, utána visszalépett, eredményeit törölték.

## Tabella
| #    | Csapat                   | M  | Gy | V | K+  | K-  | P  | Megjegyzés          |
| ---- | ------------------------ | -- | -- | - | --- | --- | -- | ------------------- |
| 1.   | MAFC                     | 10 | 10 | 0 | 370 | 194 | 20 |                     |
| 2.   | BSzKRt SE                | 10 | 8  | 2 | 301 | 208 | 16 |                     |
| 3.   | BBTE                     | 10 | 5  | 5 | 227 | 221 | 10 |                     |
| 4.   | Elektromos TE            | 10 | 3  | 7 | 156 | 153 | 6  | 4 meccset lemondott |
| 5-6. | BEAC                     | 10 | 2  | 8 | 178 | 316 | 4  |                     |
| 5-6. | Vívó és Atlétikai Club   | 10 | 2  | 8 | 197 | 337 | 4  |                     |
| -    | MTK                      | -  | -  | - | -   | -   | -  | visszalépett        |
| -    | Testnevelési Főiskola SC | -  | -  | - | -   | -   | -  | visszalépett        |

* M: Mérkőzés Gy: Győzelem V: Vereség K+: Dobott kosár K-: Kapott kosár P: Pont